# 中田秀夫
中田秀夫（1961年7月9日—）日本電影導演，出生于冈山县浅口郡，日本恐怖电影代表性人物。

## 經歷
1985年，在东京大学毕业后加入日活摄影所，担任导演助理。
1996年执导首部电影《女优灵》，之后以《午夜凶铃》、《鬼水怪谈》等恐怖电影活跃于电影界，与导演黑泽清、清水崇同为日本恐怖电影代表性人物。

## 作品

### 電影
- 女优灵（1996年）
- 东京日和（1997年）出演
- 七夜怪談（1998年）
- 约瑟夫·洛西——四个名字的男人（1998年）纪录片
- 七夜怪談2貞子謎咒（1999年）
- 玻璃之脑（2000年）
- 混沌（2000年）
- 鬼水怪谈（2002年）
- 水银灯下死 （2002年）
- 剎靈（2005年）
- 怪谈（2007年）
- L改变世界（2008年）
- 好莱坞导演学入门（2009年）
- 聊天弑（2010年）
- 算计：七天的死亡游戏（2010年）
- 黑百合公寓（2013年）
- 恶魔之瞳（2014年）
- 剧场灵（2015年）
- 白百合之戀（日语：ホワイトリリー）（2017年）
- 退而不休（2018年）
- 原本以為只是手機掉了（2018年）
- 貞子：起源（2019年）
- 養殺人鬼的女人 (2019年)
- 凶宅怪談 (2020年)
- 原本以為只是手機掉了2 (2020年)
- 噬謊者 (2022年)

### 电视剧
- 学校怪谈（1997年）
  - 幽灵录像
  - 保健室
- 死神君（2014年）
- 世界奇妙物语（2015年）
- 遠程遇害（2020年）
- 恐怖報紙（2020年）
- 正體: 真面目（2022年）